# Neobalanocarpus heimii
Neobalanocarpus heimii är en tvåhjärtbladig växtart som först beskrevs av George King, och fick sitt nu gällande namn av Peter Shaw Ashton. Neobalanocarpus heimii ingår i släktet Neobalanocarpus och familjen Dipterocarpaceae. Inga underarter finns listade i Catalogue of Life.

## Bildgalleri

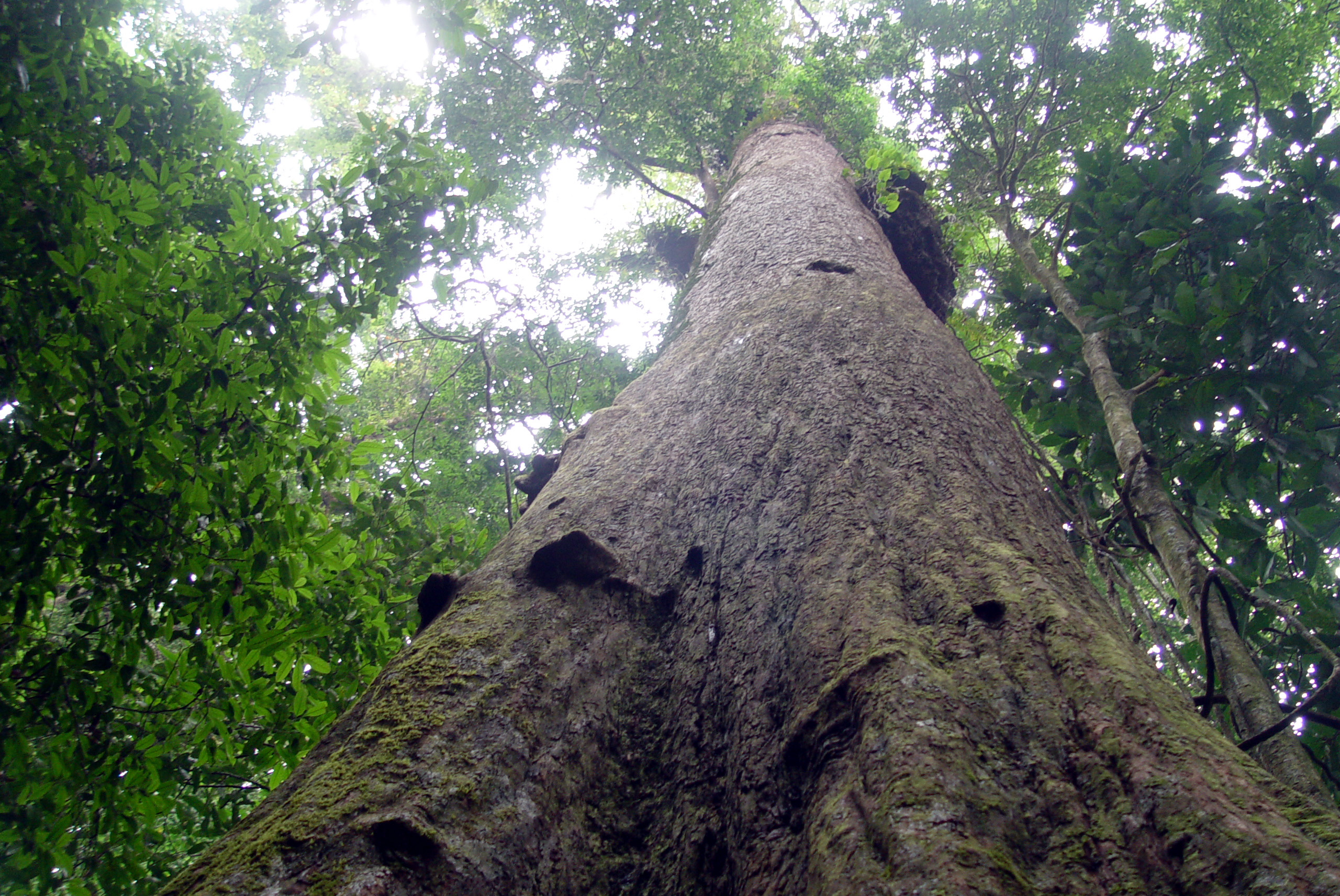
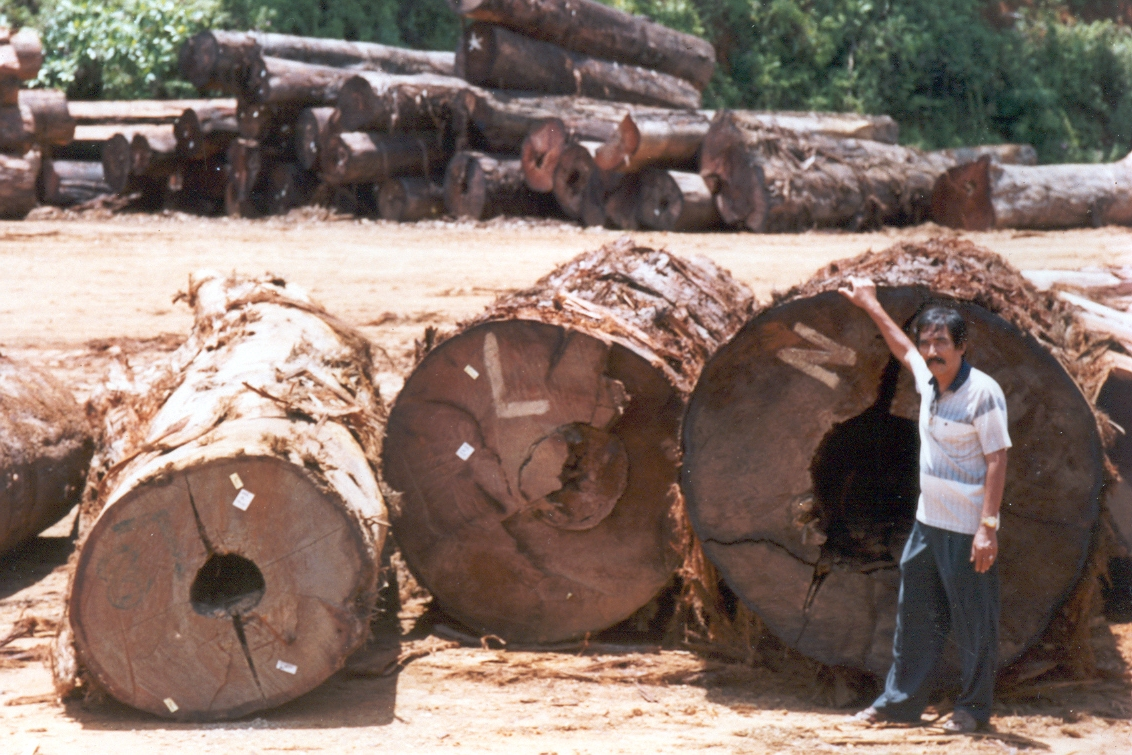
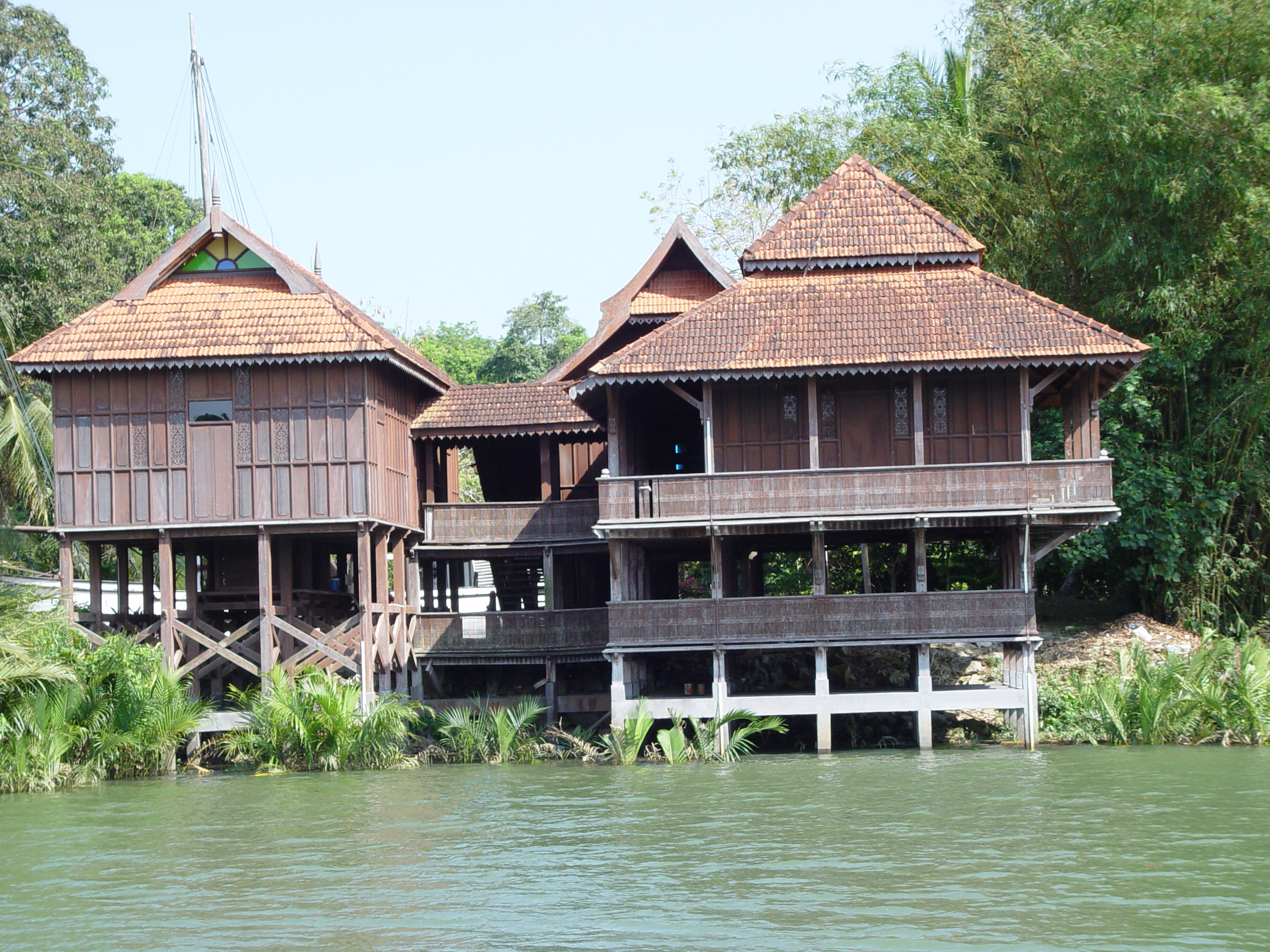
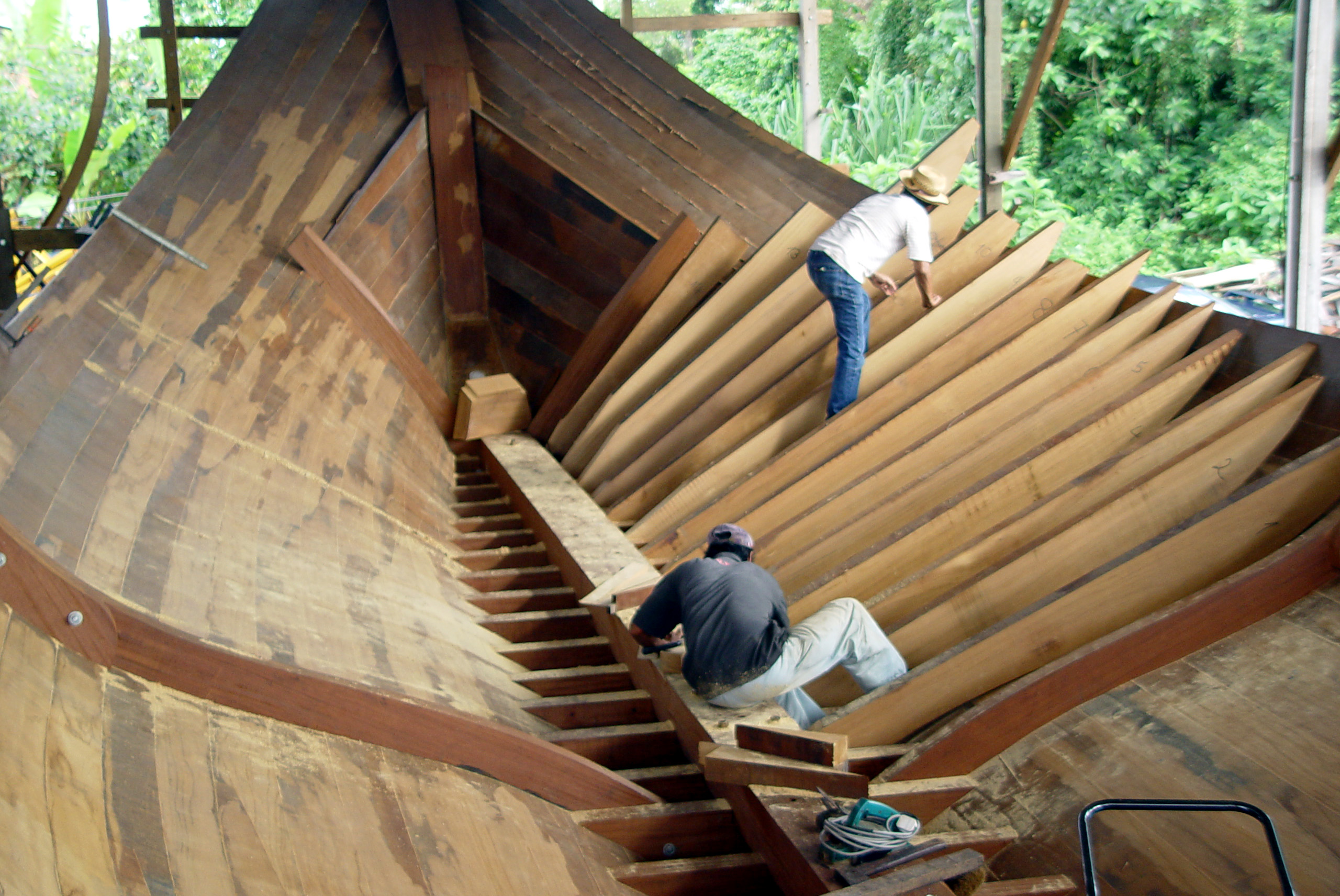